# Pachira emarginata
Pachira emarginata är en malvaväxtart som beskrevs av Achille Richard. Pachira emarginata ingår i släktet Pachira och familjen malvaväxter. Inga underarter finns listade i Catalogue of Life.